# Volta a la Comunitat de Madrid

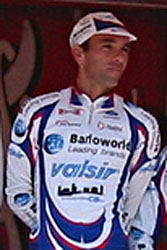
Fotografia de David Plaza, vencedor de l'edició de 1994.

La Volta a la Comunitat de Madrid (en castellà Vuelta a la Comunidad de Madrid) és una competició ciclista per etapes que es disputa anualment per les carreteres de la Comunitat de Madrid. Creada el 1983, la cursa fou amateur fins al 2004. El 2005 s'integrà a l'UCI Europa Tour, amb una categoria 2.2 i des del 2008 la té 2.1.
L'any 2013, la cursa es disputà en un sol dia per problemes econòmics.
També es disputa una prova reservada pels ciclistes sub-23

## Palmarès
| Any  | Vencedor            | Segon                          | Tercer                 |
| ---- | ------------------- | ------------------------------ | ---------------------- |
| 1983 | Ángel Mayordomo     | Joan Caldentey                 | Laudelino Cubino       |
| 1984 | Anselmo Fuerte      | Manuel Guijarro                | Roberto Torres         |
| 1985 | Juan Carlos Chouzas | José Ignacio Cano              | Joaquim Faura          |
| 1986 | Antonio Sampedro    | Ivan Alemany                   | José Ignacio Moratinos |
| 1987 | Santos Hernández    | Fabrizio Bontempi              | Pedro Antonio Marquina |
| 1988 | no disputada        |                                |                        |
| 1989 | Torres Herrerias    |                                |                        |
| 1990 | Bernardo González   | Juan Carlos García González    | Manuel Pascual Soler   |
| 1991 | David Plaza         |                                |                        |
| 1992 | Javier Díaz         | Juan Carlos Domínguez          | Ramon García           |
| 1993 | Javier Díaz         |                                |                        |
| 1994 | David Plaza         | Mariano Moreda                 | Domingo José Segado    |
| 1995 | José Luis Rebollo   | Miguel Ángel Martín Perdiguero | Isaac Villanueva       |
| 1996 | David Navas         | César García Calvo             | David Martínez         |
| 1997 | Vladislav Boríssov  |                                |                        |
| 1998 | no disputada        |                                |                        |
| 1999 | Alberto Hierro      |                                |                        |
| 2000 | Sergio Villamil     |                                |                        |
| 2001 | no disputada        |                                |                        |
| 2002 | Carlos Castaño      |                                |                        |
| 2003 | Antonio López       | Mikel Elgezábal                | Julio Domínguez        |
| 2004 | Antonio López       | Gustavo Mario Toledo           | Mauricio Ortega        |
| 2005 | no disputada        |                                |                        |
| 2006 | Sergi Escobar       | Jesús Javier Ramírez           | Mikhaïl Ignàtiev       |
| 2007 | Manuel Lloret       | Ángel Vicioso                  | Carlos Castaño         |
| 2008 | Oleg Chuzhda        | Francisco Mancebo              | Constantino Zaballa    |
| 2009 | Héctor Guerra       | Alejandro Valverde             | Xavier Tondo           |
| 2010 | Sergio Pardilla     | Fortunato Baliani              | Iván Melero            |
| 2011 | Rui Costa           | Javier Moreno Bazán            | Jonathan Castroviejo   |
| 2012 | Serguei Firsànov    | Nairo Quintana                 | Rémy Di Grégorio       |
| 2013 | Javier Moreno       | Mikel Landa                    | Delio Fernández Cruz   |
| 2014 | no disputada        |                                |                        |
| 2015 | Evgeny Shalunov     | Diego Rubio                    | Alberto Gallego        |
| 2016 | Juan José Lobato    | Jesús Herrada                  | Daniele Ratto          |
| 2017 | Óscar Sevilla       | Raúl Alarcón                   | Fabricio Ferrari       |
| 2018 | Edgar Pinto         | Fabio Duarte                   | Jonathan Caicedo       |
| 2019 | Clément Russo       | Romain Hardy                   | Carlos Barbero         |

## Palmarès sub-23
| Anno      | Vencedor         | Segon              | Tercer                |
| --------- | ---------------- | ------------------ | --------------------- |
| 2008      | Tony Hurel       | João Pedro Pereira | Gorka Izagirre        |
| 2009      | Rubén Martínez   | Alexander Ryabkin  | Jesús del Pino        |
| 2010      | Daniel Díaz      | Pablo Marcosano    | Juan Sebastián Tamayo |
| 2011      | Bob Rodriguez    | Jimmy Janssens     | Haritz Orbe           |
| 2012      | No disputada     |                    |                       |
| 2013      | Petr Vakoč       | Haritz Orbe        | Marcos Jurado         |
| 2014-2020 | no disputada     |                    |                       |
| 2021      | Elias Maris      | Xabier Isasa       | Robbe Claeys          |
| 2022      | Abel Balderstone | Marcel Camprubí    | Alejandro Franco      |
| 2023      | Diego Uriarte    | Jaume Guardeño     | Alvaro Garcia         |